# Елизабет Адлър
Елизабет Адлър (на английски: Elizabeth Adler) е английска писателка на бестселъри в жанра романс и романтичен трилър. Писала е и под псевдонима Ариана Скот (на английски: Ariana Scott).

## Биография и творчество
Елизабет Адлър е родена през 1950 г. в Йоркшър, Англия. Отраства в родния си град. Започва да пише още в училище малки криминални истории и дори чете откъси на съучениците си. След това обаче прекъсва за дълго време до началото на първия си роман.
Докато работи в Лондон, към агенция за таланти, среща бъдещия си съпруг Ричард, млад американец работещ в ТВ компания. Три месеца по-късно той отива да работи за американска телевизионна компания в Бразилия. Връзката им обаче продължава и не след дълго той ѝ изпраща първокласен самолетен билет за Бразилия, където тя остава в продължение на години. Двамата живеят на различни места по света – до плажа „Ипанема“ в Рио де Женейро; в Калифорния, САЩ, в апартамент в Челси, Лондон; в Прованс и в Париж, Франция; в градска къща в Дъблин, Ирландия.
Когато дъщеря ѝ отива в интернат в нея се възвръща желанието да пише и тя бива обсебена от писателското си поприще. Първият си исторически романс „Leonie“ пише в Париж и в Южна Франция. Той е публикуван през 1985 г. във Великобритания и САЩ, след като обемът му е намален от 500 на 75 страници.
Втората ѝ творба е съвременният романтичен трилър „Дъщери на греха“, който е публикуван от издателите под псевдоним поради неговия различен жанр. Следват продължението на „Leonie“ – „Peach“, и романтичния трилър „Изплъзващи се образи“, който за последно е публикуван под псевдонима ѝ.
Оттогава Елизабет Адлър е автор на над 30 романа, много от които са били челните места на списъците на бестселърите.
Характерно за нейните съвременни романи е, че те описват действителни места, които самата писателка е посетила през живота си. Много от героите ѝ са с прототипи от нейното семейство, роднини или личности, които е срещнала в разнообразния ѝ живот.
Елизабет Адлър живее със съпруга и дъщеря си в Палм Спрингс, Калифорния. Обича да пътува и да готви, и често някои от рецептите ѝ са включени в романите ѝ.

## Произведения

### Самостоятелни романи
- Leonie (1985)
- Дъщери на греха, Indiscretions (1985) – като Ариана Скот
- Скрити страсти, Private Desires (1985)
- Peach (1986) – продължение на „Leonie“
- Изплъзващи се образи, Fleeting Images (1987) – като Ариана Скот
- Богатите ще наследят, The Rich Shall Inherit (1989)
- Всичко или нищо, All or Nothing (1989)
- Собственост на една дама, The Property of a Lady (1990)
- Съдбата е жена, Fortune Is a Woman (1992)
- Present of the Past (1993)
- Наследство от тайни, Legacy of Secrets (1993)
- Тайните на вила „Мимоза“, The Secret of the Villa Mimosa (1994)
- The King's Shadow (1995)
- Наследнички, The Heiresses (1995)
- Сега или никога, Now or Never (1996)
- No Regrets (1997)
- Sooner or Later (1997)
- В един удар на сърцето, In a Heartbeat (2000)
- Едно лято изпълнено с чувства, The Last Time I Saw Paris (2001)
- Горещи нощи в Тоскана, Summer in Tuscany (2002)
- Хотел „Ривиера“, The Hotel Riviera (2003)
- Покана за Прованс, Invitation to Provence (2004)
- Къщата в Амалфи, The House in Amalfi (2005)
- Завещанието, Sailing to Capri (2006)
- Среща във Венеция, Meet Me in Venice (2007)
- A Place in the Country (2012)
- Please Don't Tell (2013)
- Last to Know (2014)
- One Way or Another (2015)
- The Charmers (2016)
Чаровниците, изд. ИК „Плеяда“ (2017), прев. Мариана Христова
- Better Than Revenge (2017)

### Серия „Мак Райли“ (Mac Reilly)
1. Паяжина от лъжи, One of Those Malibu Nights (2008) – издадена и като „One Night in Malibu“
2. Има нещо в Сен Тропе, There's Something About St. Tropez (2009)
3. Бижутерия „Фонтанът“, It All Began In Monte Carlo (2010)
4. От Барселона с любов, From Barcelona, with Love (2011)